# Gone gold
Gone Gold är en benämning som används inom spel- och programvarubranschen. Att säga att ett spel eller program har "nått guld" eller "Gone Gold" betyder att spelet eller programvaran har nått det stadium då det är redo för spelsläpp och i de flesta fall har skickats till tryckerier för att tryckas upp på CD/DVD så det sedan kan börja säljas (undantag är programvara som säljs och sedan laddas ner).